# Ituzaingó megye
Ituzaingó egy megye Argentínában, Corrientes tartományban. A megye székhelye Ituzaingó.

## Települések
Önkormányzatok és települések (Municipios y comunas)
- Colonia Liebig's
- Ituzaingó
- San Antonio
- San Carlos
- Villa Olivari